# Universitetet i Stavanger
Universitetet i Stavanger (UiS) er et norsk universitet, der er beliggende i Stavanger. Universitetet har 8.300 studerende og 910 ansatte (2008).
Universitetet blev etableret som Høgskolen i Stavanger i 1994. Den fik universitetsstatus i 2005 og skiftede samtidig navn. I dag består universitetet af et humanistisk, et teknisk-naturvidenskabeligt og et samfundsvidenskabeligt fakultet.